# 飛べ!フェニックス
『飛べ!フェニックス』（とべ フェニックス、原題: The Flight of the Phoenix）は、1965年公開のアメリカ映画作品。1964年にエルストン・トレヴァーが発表した同名小説が原作である。

## ストーリー
サハラ砂漠上空を飛行中の双発双胴機（C-82）が、砂嵐に巻き込まれ飛行不能となり砂漠に不時着した。通常航路からも大きく外れてしまったために他機に発見されず、乗員の飲料水も残りわずかとなった。そこで壊れた双胴機を、無事残った1機のエンジンとボディを流用した単発機に改造して、砂漠を脱出するプランを思いつく。改造機は「フェニックス」と命名され、乗組員の命運を賭けた初フライトに挑む。

## 登場人物
フランク・タウンズ
演 - ジェームズ・ステュアート
機長。
ルー・モラン
演 - リチャード・アッテンボロー
航海士。
ハリス
演 - ピーター・フィンチ
大尉。
ハインリッヒ・ドーフマン
演 - ハーディ・クリューガー
航空技師。
トラッカー・コッブ
演 - アーネスト・ボーグナイン
採油夫長。
クロウ
演 - イアン・バネン
生き残りの一人。
ワトソン
演 - ロナルド・フレイザー
軍曹。
スタンディッシュ
演 - ダン・デュリエ
生き残りの一人。
レノー
演 - クリスチャン・マルカン
医師。
ベラミー
演 - ジョージ・ケネディ
石油会社従業員。
ガブリエル
演 - ガブリエル・ティンティ
足が潰れて動けなくなる。
カルロス
演 - アレックス・モントーヤ
小猿を持っている男。

## キャスト
| 役名                     | 俳優                       | 日本語吹替                        | 日本語吹替                     | 日本語吹替                           |
| 役名                     | 俳優                       | TBS版                             | 東京12ch版                     | フジテレビ版                         |
| ------------------------ | -------------------------- | --------------------------------- | ------------------------------ | ------------------------------------ |
| フランク・タウンズ       | ジェームズ・ステュアート   | 城所英夫                          | 松宮五郎                       | 家弓家正                             |
| ルー・モラン             | リチャード・アッテンボロー | 川久保潔                          | 近石真介                       | 宮川洋一                             |
| ハリス大尉               | ピーター・フィンチ         | 戸田皓久                          | 寺島幹夫                       | 納谷悟朗                             |
| ハインリッヒ・ドーフマン | ハーディ・クリューガー     | 堀勝之祐                          | 仲村秀生                       | 樋浦勉                               |
| トラッカー・コッブ       | アーネスト・ボーグナイン   | 島宇志夫                          | 富田耕生                       | 内海賢二                             |
| クロウ                   | イアン・バネン             |                                   |                                | 青野武                               |
| ワトソン軍曹             | ロナルド・フレイザー       |                                   |                                | 仁内建之                             |
| スタンディッシュ         | ダン・デュリエ             |                                   |                                | 槐柳二                               |
| レノー医師               | クリスチャン・マルカン     |                                   |                                | 大久保正信                           |
| ベラミー                 | ジョージ・ケネディ         |                                   |                                | 峰恵研                               |
| ガブリエル               | ガブリエル・ティンティ     |                                   |                                | 千田光男                             |
| カルロス                 | アレックス・モントーヤ     |                                   |                                | 塩沢兼人                             |
| ビル                     | ウィリアム・アルドリッチ   |                                   |                                | 大山高男                             |
| タッソ                   | ピーター・ブラロス         |                                   |                                | 稲葉実                               |
| ファリーダ               | バリー・チェイス           |                                   |                                |                                      |
| 日本語版スタッフ         |                            |                                   |                                |                                      |
| 演出                     | 演出                       |                                   |                                | 長野武二郎                           |
| 翻訳                     | 翻訳                       |                                   |                                | 山田実                               |
| 効果                     | 効果                       |                                   |                                | 新音響                               |
| 調整                     | 調整                       |                                   |                                | 遠西勝三                             |
| 制作                     | 制作                       |                                   |                                | ニュージャパンフィルム               |
| 解説                     | 解説                       | 荻昌弘                            | 芥川也寸志                     | 高島忠夫                             |
| 初回放送                 | 初回放送                   | 1971年2月1日 『月曜ロードショー』 | 1973年3月29日 『木曜洋画劇場』 | 1976年11月5日 『ゴールデン洋画劇場』 |

※フジテレビ版吹替はDVD収録